# Literatura kannada

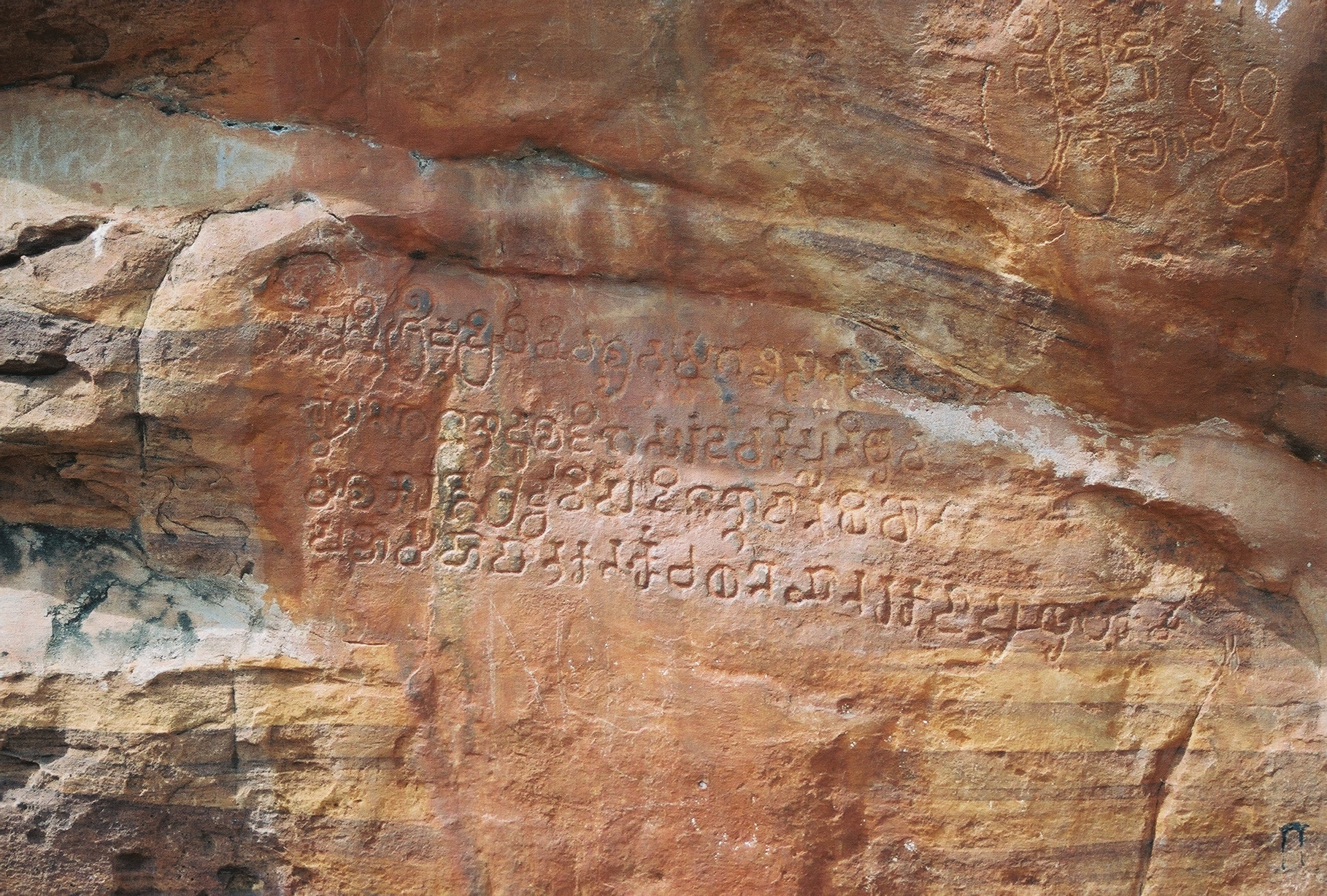
Antigua inscripción en kannada datada en el año 578 (dinastía Badami Chalukya)

La literatura kannada (o canarés) es el corpus escrito en idioma canarés, hablado principalmente en el estado indio de Karnataka y escrito en alfabeto canarés.
Existen testimonios escritos por un período aproximado de 1.500 años con algunas obras que han sobrevivido gracias a valiosas tradiciones de copia manuscrita, desde el siglo IX hasta el presente.
El idioma canarés usualmente se divide en tres fases lingüísticas: Antigua (450–1200), Media (1200–1700) y Moderna (1700–presente); y sus características literarias están divididas en Jainismo, Lingayatismo y Visnuismo, reconociendo la preeminencia de estas tres religiones en darle forma a las expresiones clásicas del lenguaje hasta el advenimiento de la era moderna.
Aunque mucha de la literatura previa al siglo XVIII era religiosa, se escribieron algunas obras seculares.
Comenzando con el Kavirajamarga (c. 850), y hasta mediados del siglo XII, la literatura en kannada fue compuesta exclusivamente por los jainas quienes encontraron generosos mecenas en las dinastías Chalukya, Ganga, Rashtrakuta, Hoysala y los reyes Yadava.
Aunque el Kavirajamarga, escrito durante el reino de Amoghavarsha, es la obra literaria más antigua que existe en este idioma, hay consenso entre los académicos modernos que prosa, poesía y tradiciones gramaticales debieron existir previamente.
El movimiento virashivaísta del siglo XII creó una nueva literatura.  Con el descenso de la influencia jainista durante el  Imperio Vijayanagara del siglo XIV, una nueva literatura visnuista creció rápidamente en el siglo 15; el movimiento Bhakti de los santos itinerantes Haridasa marcaron el punto más alto de esta era.
Con la decadencia del impreio Vijayanagara en el siglo XVI, la literatura kannada fue apoyada por numerosos gobernantes, incluyendo la dinastía Wadeyar del Reino de Mysore y los Nayakas de Keladi.  En el siglo XIX, algunas formas literarias, como el relato, la novela y el cuento fueron tomados de la literatura inglesa. La moderna literatura kannada es ampliamente reconocida en la actualidad: en las últimas décadas escritores en este idioma han recibido ocho premios Jnanpith y 56 premios Sahitya Akademi en India.

## Temas y géneros
Entre los siglos IX y XIII, los escritores fueron en su mayoría jainas y lingayats. Los jainas fueron los primeros escritores conocidos de la literatura canarés, especialmente durante el siglo XII, aunque algunos trabajos de lingayats de dicho período han sobrevivido. Los autores jainas escribieron acerca de Tirthankaras y de religión en general. Los lingayats escribieron acerca de Shiva, sus 25 formas y también expusieron el Shaivismo. Los poetas lingayats pertenecientes a la tradición de la vachana sahitya difundieron la filosofía de Basava desde el siglo XII.
Durante los siglos XIII y XV los escritos jainas fueron disminuyendo y hubo un incremento en las obras de tradición lingayat, también hubo contribuciones visnuístas. Desde ese período en adelante, los escritores lingayats y visnuístas dominaron la literatura canarés. Los escritores visnuístas se enfocaron en la épica hindú: el Ramayana, el Majabhárata y el Bhagaván, así como los Vedanta y otros tópicos de las tradiciones puranas. Las canciones pías de los poetas haridasas aparecieron en el siglo XV. Las obras seculares mantuvieron su popularidad durante este período.
Un cambio importante durante el período Bhakti que se inicia en el siglo XII es el declive de la literatura cortesana y el ascenso en popularidad de géneros breves como el vachana y el kirthane, formas más accesibles para el hombre común. Hubo una mengua en obras dedicadas a elogiar reyes, comandantes y héroes, con un incremento proporcional el uso de géneros locales. La literatura canarés se acercó al folclore oral y musical, aunque algunos poetas continuaron utilizando el antiguo champu hasta el siglo XVII.

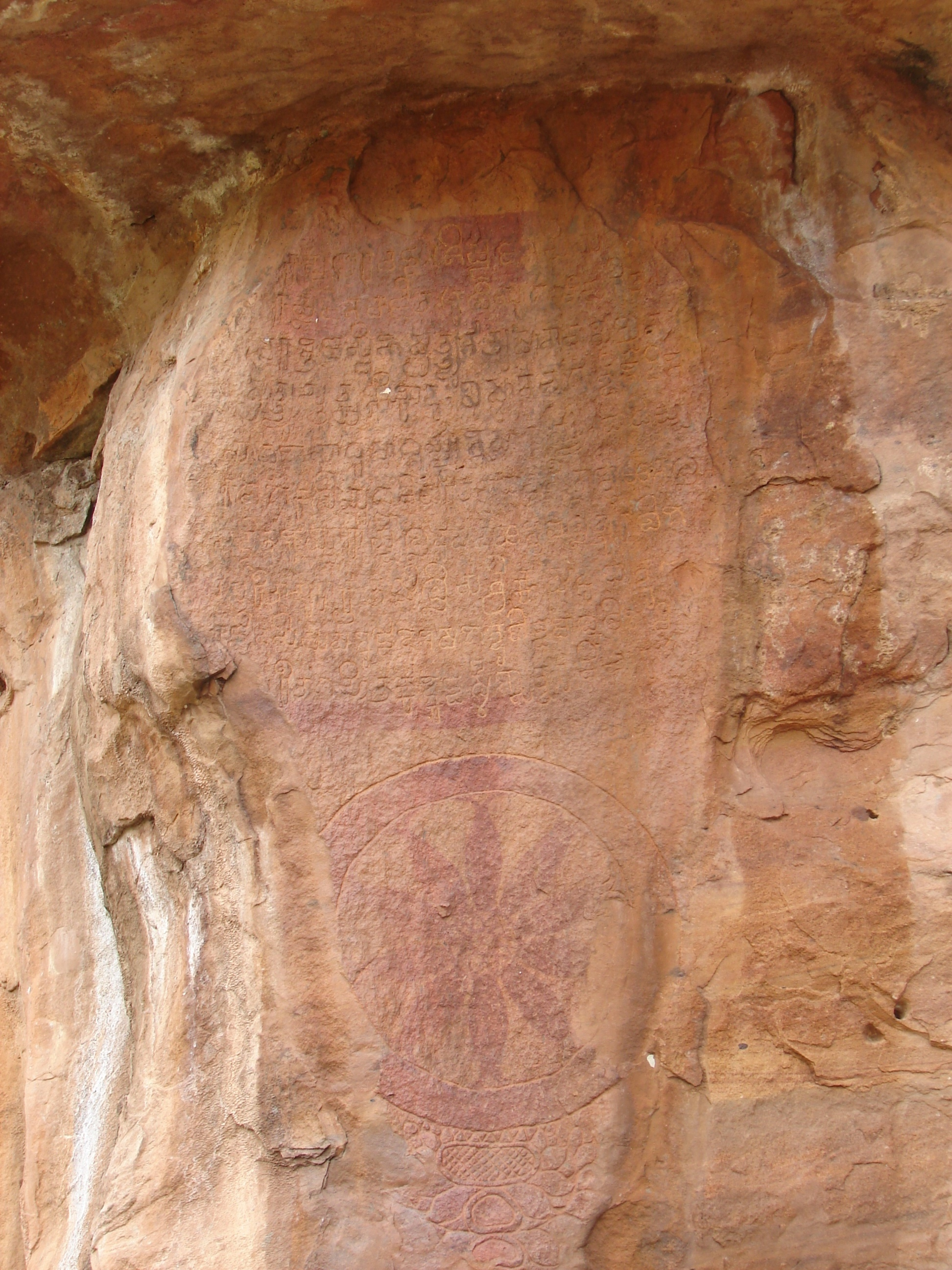
Poesía canarés del escrita en piedra

El champu (poemas en versos de diversas métricas con párrafos en prosa intercalados, conocidos también como champu-kavya) fue la forma escrita más popular desde el siglo IX y comenzó a declinar en el siglo XII. Otras formas poéticas utilizadas fueron el saptapadi (poesías de siete estrofas), el ashtaka (ocho estrofas) y el shataka (100 estrofas). Hubo varias traducciones y adaptaciones de obras escritas en sánscrito al canarés, y, en menor medida, del canarés al sánscrito. Durante el período medieval se desarrollaron formas poéticas nativas en idioma canarés, incluyendo el tripadi (poesías de tres estrofas, utilizadas desde el siglo VII), una de las formas más antiguas; el shatpadi (poesías de seis estrofas, mencionadas por primera vez por Nagavarma I en Chhandombudhi, de la que existían seis variantes; el ragale (composiciones narrativas líricas, en uso desde 1160); el sangatya (composiciones destinadas a cantarse acompañadas de un instrumento musical, utilizadas desde 1232) y el akkara que fue adoptado en la literatura Telugu. Hubo también cierta interacción con la literatura Tamil.
Aunque la literatura religiosa prevalecía, otros géneros literarios incluyendo romance, ficción, erótica, sátira, canciones folclóricas, fábulas y parábolas, tratados musicales y composiciones musicales eran populares. Los temas de la literatura canarés incluyeron gramática, filosofía, prosodia, retórica, crónicas, biografía, historia, drama y cocina, además de diccionarios y enciclopedias. Según el crítico Joseph T. Shipley, más de 50 trabajos científicos incluyendo medicina, matemáticas y astrología fueron escritos en lengua canarés.
La literatura canarés de este período fue escrita en su mayor parte en hojas de palmera. De todas maneras, más de 30.000 inscripciones en piedra (conocidas como shilashasana) y en platos de cobre (conocidos como tamrashasana) han sobrevivido y permiten estudiar el desarrollo histórico de la literatura canarés. Las inscripciones de Nandisea en Shravanabelagola (siglo 7), la inscripción Kappe Arabhatta (c. 700), y las inscripciones Hummacha y Soraba (c. 800) son buenos ejemplos de poesía tripadi, y la inscripción en Jabalpur del rey Krishna III (964) es considerada un hito de la composición poética clásica de la lengua canarés.